# Línea Roja (Tren Ligero de Baltimore)
La línea Roja (en inglés: Red Line) es una de las tres líneas de tránsito rápido del Tren Ligero de Baltimore. La línea opera entre las estaciones Penn Station y Camden Yards.